# Noel Harrington
Noel Harrington (* 24. Dezember 1970 in Castletownbere, County Cork, Irland) ist ein früherer irischer Politiker der Fine Gael und war von 2011 bis 2016 Abgeordneter (Teachta Dála) im Dáil Éireann.
Bevor Harrington in die Politik einstieg, war er Brief- und Paketzusteller. 1999 wurde er für den Bezirk Bantry in den  Cork County Council gewählt. 2004 und 2009 konnte er den Erfolg wiederholen. 2007 versuchte Harrington in den Seanad Éireann gewählt zu werden. Dies blieb ohne Erfolg. Bei den Wahlen zum Dáil Éireann 2011 war er jedoch im Wahlkreis Cork South-West erfolgreich. Diesen Erfolg konnte er bei den Wahlen 2016 jedoch nicht wiederholen und verlor seinen Sitz.
Er kehrte danach in seinen früheren Beruf als Briefzusteller zurück.